# Terminal de Autobuses Periférico de Oaxaca
La Terminal de Autobuses Periférico de Oaxaca, más conocido como Terminal AU Oaxaca Periférico, es una de las terminales individuales muy pequeña donde pertenece al Grupo ADO que ofrecen servicios de tipo económico directo desde la terminal son Autobuses Unidos (AU) y Autobuses SUR.

## Ubicación
Se encuentra ubicado en Av.Periférico No 1006, entre las Calles De Galeana y la privada de Mier y Terán Colonia Mayor, por la Zona de la Central de Abastos de Oaxaca.

## Historia
Hacia el año de 1938 la flotilla de unidades había aumentado de 7 a 72 unidades, que prestaban el servicio a la gente que lo solicitaba. 
Cuatro años más tarde en el glorioso año del 1942, se llegó a la ciudad de Oaxaca, por la vía de la mixteca, la única ruta hacia aquella ciudad en esos momentos. 

## Especificaciones de la Terminal
- Número de andenes: 3
- Superficie total de la terminal:
- Servicio de Estacionamiento:
- Número de taquillas: 2
- Salas de espera: 1

## Destinos
| Línea de Autobuses  | Destinos |
| ------------------- | --- |
| Autobuses Unidos AU | Acayucan, Asunción Nochixtlán, Coatzacoalcos, Córdoba, Cuicatlán, Ciudad de México TAPO, Ciudad de México Cañada, Ciudad de México Norte, Minatitlán, Oaxaca Santa Rosa, Orizaba, Puebla CAPU, San Martín Texmelucan Tianguis, Santiago Nacaltepec, Tecomavaca, Tehuacán, Telixtlahuaca, Teotitlán, Trinidad de Viguera, Veracruz CAVE. |
| Autobuses SUR       | Acatlán de Osorio, Arriaga, Asunción Nochixtlán, Chahuites, Chila, Crucero I.de Matamoros, Cuautla, Desv. a Tlaxiaco, El Camarón, Huajuapan de León, Huatulco, Juchitán de Zaragoza, Matatlan, Ciudad de México TAPO, Jalapa de Márquez, Petlalcingo, Salina Cruz, San Jose De Gracia, Salitrillo, San Francisco Ixhuatan, Santiago Tejupan, Santo Domingo Ingenio, Tamazulapan, Tapanatepec, Tehuacán, Tehuantepec, Tehuitzingo, Tlacolula De Matamoros, Totoloapan, Trinidad de Viguera. |

## Transporte Público de pasajeros
- Servicios de Taxi